# إفنت
إفنت (EFnet) هي واحدة من أقدم شبكة آي.آر.سي عالميا حيث تأسست في سنة 1990 و هي الآن تستقبل من 50.000 إلى 70.000 مستخدم يوميا وتحتوي على حوالي 30.000 قناة، كما أن لديها 42 خادم منتشرة في الولايات المتحدة وأوروبا وكندا.

## وصلات خارجية
- موقع إفنت الرسمي